# Tellimya pauciradiata
Tellimya pauciradiata is een tweekleppigensoort uit de familie van de Lasaeidae. De wetenschappelijke naam van de soort werd in 2012 gepubliceerd door Raines & Huber.